# Angel of Grief

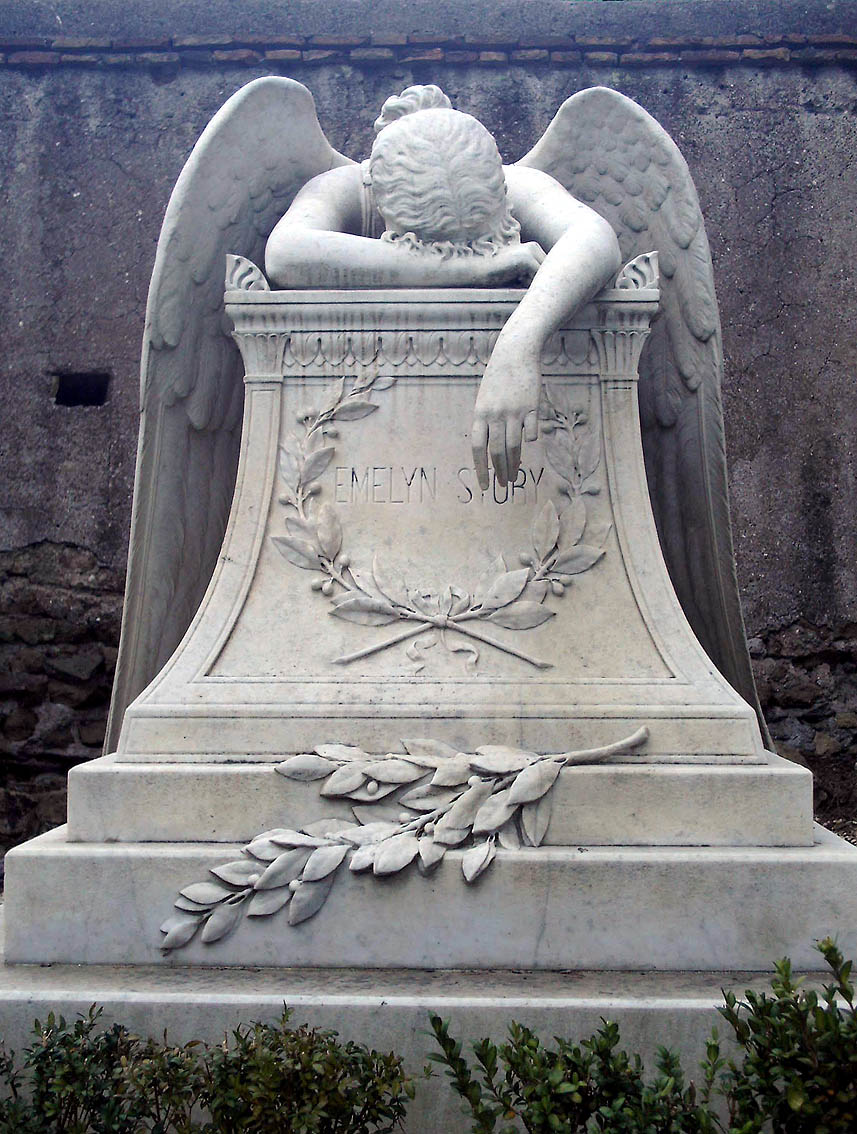
Esta é a estátua que está no Cemitério Protestante em Roma

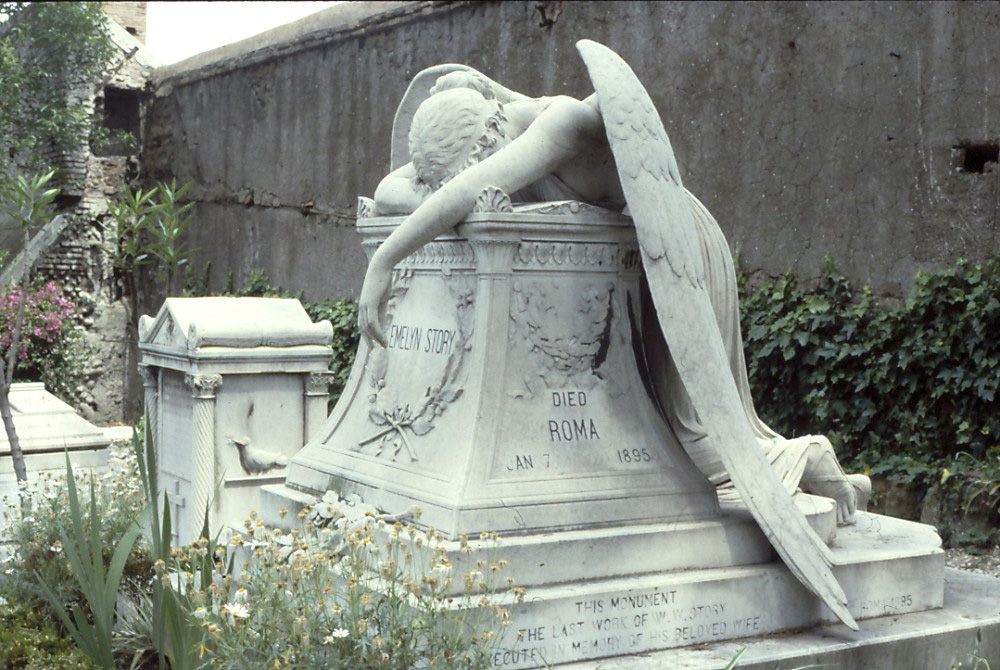
Estátua original em Roma.

Angel of Grief (Anjo do Sofrimento/Mágoa) é uma estátua de 1894 do escultor norte-americano William Wetmore Story que serve como o túmulo de pedra, ao artista e sua esposa Emelyn Story , no Cemitério Protestante (oficialmente denominado Cimitero acattolico) em Roma. Uma réplica feita em 1906 existe no Mausoléu de Stanford na Universidade de Stanford substituindo um criado em 1901, destruída no terremoto de São Francisco de 1906.
Seu título completo concedido pelo criador foi The Angel of Grief Weeping Over the Dismantled Altar of Life, ou "O anjo do sofrimento chorando sobre o altar desmantelado da vida".
Inscrição
| Parte frontal do pedestal               |
| EMELYN STORY                            |
| Parte direita do pedestal               |
| DIED                                    |
| ROMA                                    |
| JAN 7 1895                              |
| Parte esquerda do pedestal              |
| BORN                                    |
| BOSTON                                  |
| USA                                     |
| OCT 1820                                |
| Na plataforma                           |
| ROMA 1895                               |
| Na parte direita da plataforma          |
| THIS MONUMENT                           |
| THE LAST WORK OF W. W. STORY            |
| EXECUTED IN MEMORY OF HIS BELOVED WIFE  |
| HE DIED AT VALLOMBROSA OCTOBER 7TH 1895 |
| AGED 78 YEARS                           |

## Na música
A estátua aparece na capa dos seguintes álbuns:
- Evanescence EP da banda Evanescence (1998)
- Once, da banda Nightwish (2004)
- Embossed Dream in Four Acts pela banda Odes Of Ecstasy (1998)
- The Edges of Twilight pela banda The Tea Party (1995).
- Chords of The Grave Coletânea de bandas de metal extremo cristão (1997)

As três primeiras bandas têm influências no denominado Gótico e no Metal sinfónico